# Wybory parlamentarne w Danii we wrześniu 1953 roku
Wybory parlamentarne w Danii we wrześniu 1953 roku – pierwsze wybory po przyjęciu przez Danię nowej konstytucji. Zostały przeprowadzone 22 września 1953. Wybory wygrała lewicowa partia Socialdemokraterne, zdobywając 41,3% głosów, co dało partii 74 mandaty w 179-osobowym Folketingu. Frekwencja wyniosła 80,6%.
| Partia                       | % głosów | liczba mandatów |
| ---------------------------- | -------- | --------------- |
| Socialdemokraterne           | 41,3%    | 74              |
| Venstre                      | 23,1%    | 42              |
| Konserwatywna Partia Ludowa  | 16,8%    | 30              |
| Socjalistyczna Partia Ludowa | 7,8%     | 14              |
| Komunistyczna Partia Danii   | 4,3%     | 8               |
| Partia Sprawiedliwości       | 3,5%     | 6               |
| Partia Niepodległości        | 2,0%     | -               |
| Partia Schelswigu            | 0,5%     | 1               |
| Frekwencja                   | 80,6%    | -               |